# Сонвико (Бреша)
Сонвико је насеље у Италији у округу Бреша, региону Ломбардија.
Према процени из 2011. у насељу је живело 45 становника. Насеље се налази на надморској висини од 571 м.